# Даель (нохія)
Нохія Даель (араб. ناحية داعل) — нохія у Сирії, що входить до складу однойменної мінтаки Дар'а мухафази Дар'а. Адміністративний центр — поселення Даель.

Нохія Даель на мапі мінтака Дар'а

До нохії належать такі поселення:
- Даель → (Da'el);
- Абтаа → (Abtaa).